# Manuel Berrer

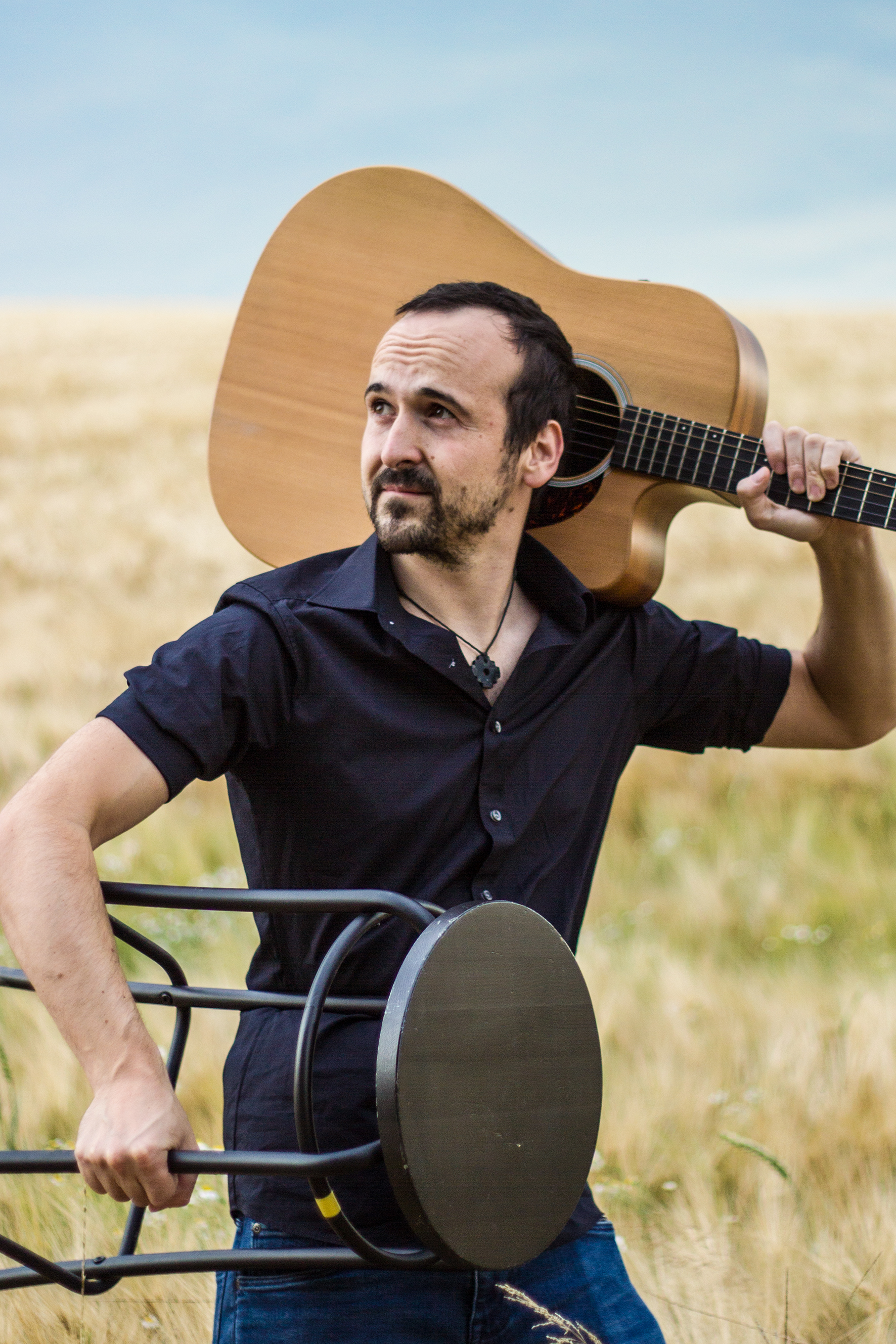
Manuel Berrer (2018)

Manuel Berrer (* 25. Mai 1988 in Ried im Innkreis) ist ein österreichischer Liedermacher, Sänger und Kabarettist. Er tritt als Solokünstler unter dem Namen daBerrer und mit seiner Band i Tüpfe Rider in Österreich, der Schweiz und Deutschland auf.

## Leben
Berrer wuchs in Mettmach auf und besuchte dort von 1994 bis 2002 die Volks- und Hauptschule. Anschließend besuchte er bis 2007 die Höhere Technische Lehranstalt in Braunau am Inn und leistete 2008 den Präsenzdienst bei den Pionieren in Salzburg. Von 2008 bis 2011 arbeitete er als Automatisierungstechniker und Programmierer. Danach studierte er von 2011 bis 2014 Physik an der JKU Linz, von 2014 bis 2017 an der LMU München. Im Jahre 2017 folgte sein beruflicher Einstieg im Bereich Forschung/Entwicklung. Seit 2017 ist er selbstständiger Künstler.

## Künstlerische Laufbahn
2006 gründete Berrer seine erste Hardrockband Downstairs, mit der er 2008 das Album „Harley Davidson Night“ veröffentlichte. Nach Auflösung der Band Downstairs folgte 2013 die Gründung der Band i Tüpfe Rider, die 2015 ihr erstes Album „Hoathoiz“ veröffentlichte. 2014 zog die Band in das Bundesfinale des Local-Heroes-Bandcontests ein. 2017 feierte er Premiere mit seinem ersten Soloprogramm „ausgepopt“. Mit diesem Programm gewann er 2018 seine ersten Kabarettpreise – das „Kufsteiner Salzfassl“ und den „Salzburger Sprössling“. 2019 veröffentlichte er mit i Tüpfe Rider das zweite Album „Ausm Woid“.

## Diskografie
- 2007: Harley Davidson Night, i Tüpfe Rider
- 2915: Hoathoiz, i Tüpfe Rider, BleedingStar Records
- 2016: Da letzte Bäcker, i Tüpfe Rider, BleedingStar Records[7]
- 2019: Ausm Woid, i Tüpfe Rider, BleedingStar Records

## Auszeichnungen
- 2016: 2. Platz – Schmähtterling Bruck/Leitha[8]
- 2017: 2. Platz – Ennser Kleinkunstkartoffel[9]
- 2017: 1. Platz – Hip Hop vs. Gstanzl Battle am Free Tree Open Air[10]
- 2018: 1. Platz – Kufsteiner Salzfassl[11]
- 2018: 1. Platz – Salzburger Sprössling[11]
- 2018: Nominierung – Kabarettpreis Scharfrichterbeil Passau[12]
- 2019: Nominierung – Kabarettpreis Kabarett Kaktus[13]
- 2019: Nominierung – „Die Krönung“ (CH)
- 2019: 3. Platz – Goldene Ei des KultOs[14]
- 2022: 2. Platz – St.Prosper Kabarettpreis